# Mandres-la-Côte
Mandres-la-Côte is een gemeente in het Franse departement Haute-Marne (regio Grand Est) en telt 418 inwoners (1999). De plaats maakt deel uit van het arrondissement Chaumont.

## Geografie
De oppervlakte van Mandres-la-Côte bedraagt 11,2 km², de bevolkingsdichtheid is 37,3 inwoners per km².
De onderstaande kaart toont de ligging van Mandres-la-Côte met de belangrijkste infrastructuur en aangrenzende gemeenten.

## Demografie
Onderstaande figuur toont het verloop van het inwonertal (bron: INSEE-tellingen).